# Scientific American
Scientific American er et amerikansk tidsskrift indenfor det naturvidenskabelige område. Tidsskriftet udkommer månedligt.
Scientific American udkom første gang i 1845 og tidsskriftet er det ældste amerikanske magasin, der stadig udgives. Magasinet udgives tillige i en række udenlandske udgaver, og magasinet blev det første vestlige magasin, der blev udgivet i en kinesisk udgave. Der udgives i dag 18 udgaver af bladet i andre sprogversioner end engelsk.
I Danmark findes Scientific American sædvanligvis på større biblioteker og til salg i velassorterede kiosker.
Af danskere har bl.a. Niels A. Lassen, Bjørn Lomborg og Lene Hau skrevet artikler eller kommentarer.
En dansk pendant er Aktuel Naturvidenskab.

## Eksterne links
- Wikimedia Commons har flere filer relateret til Scientific American
- Scientific American.com